# Harcerstwo w latach 1956–1979

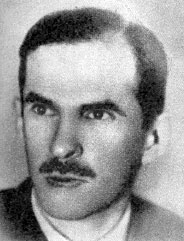
Aleksander Kamiński – przewodniczący Naczelnej Rady Harcerskiej ZHP w latach 1956–1958, ustąpił z tej funkcji wobec zwiększającego się podporządkowywania ZHP partii komunistycznej

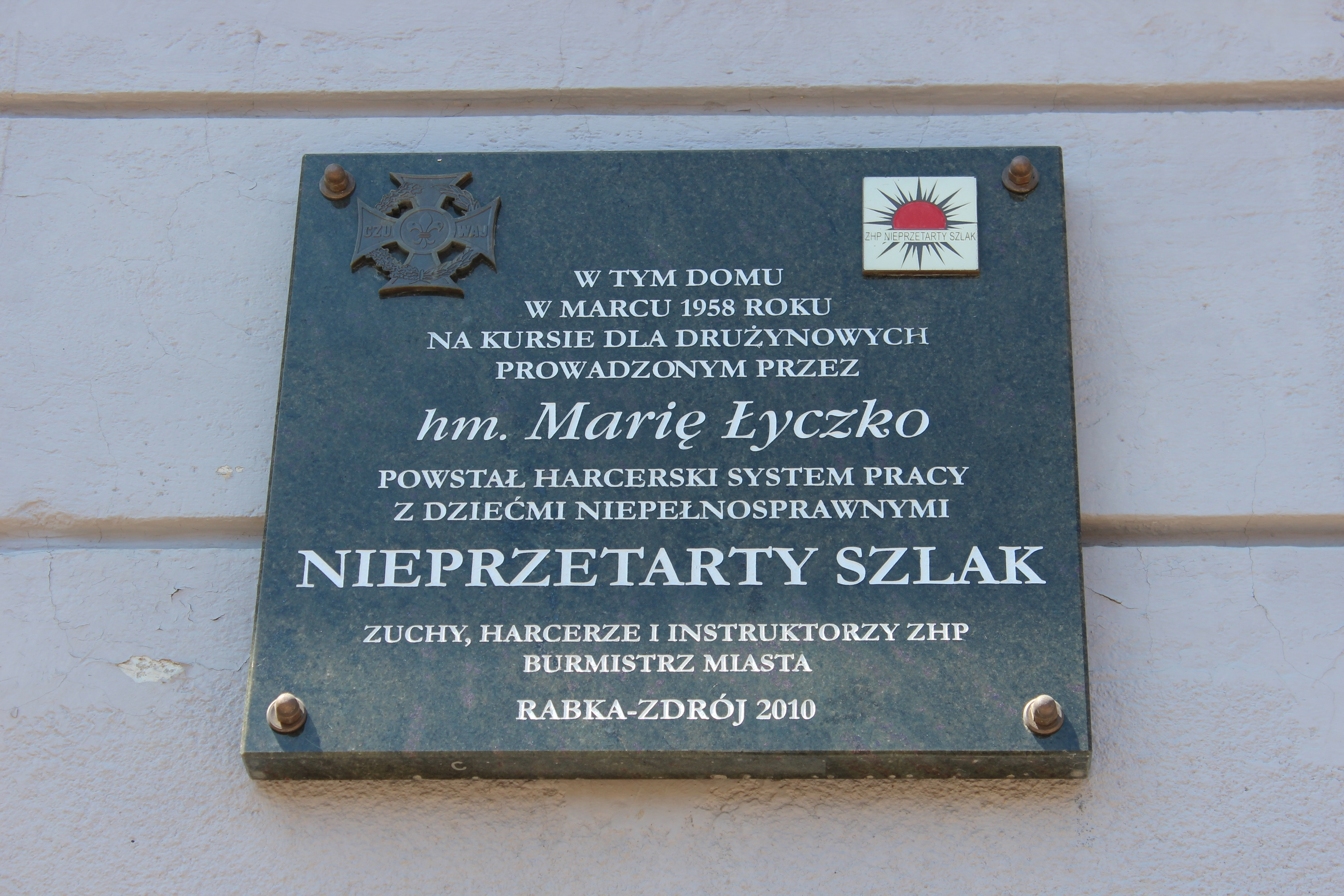
Tablica upamiętniająca powstanie Nieprzetartego Szlaku (w górnym prawy rogu odznaka „NS”)

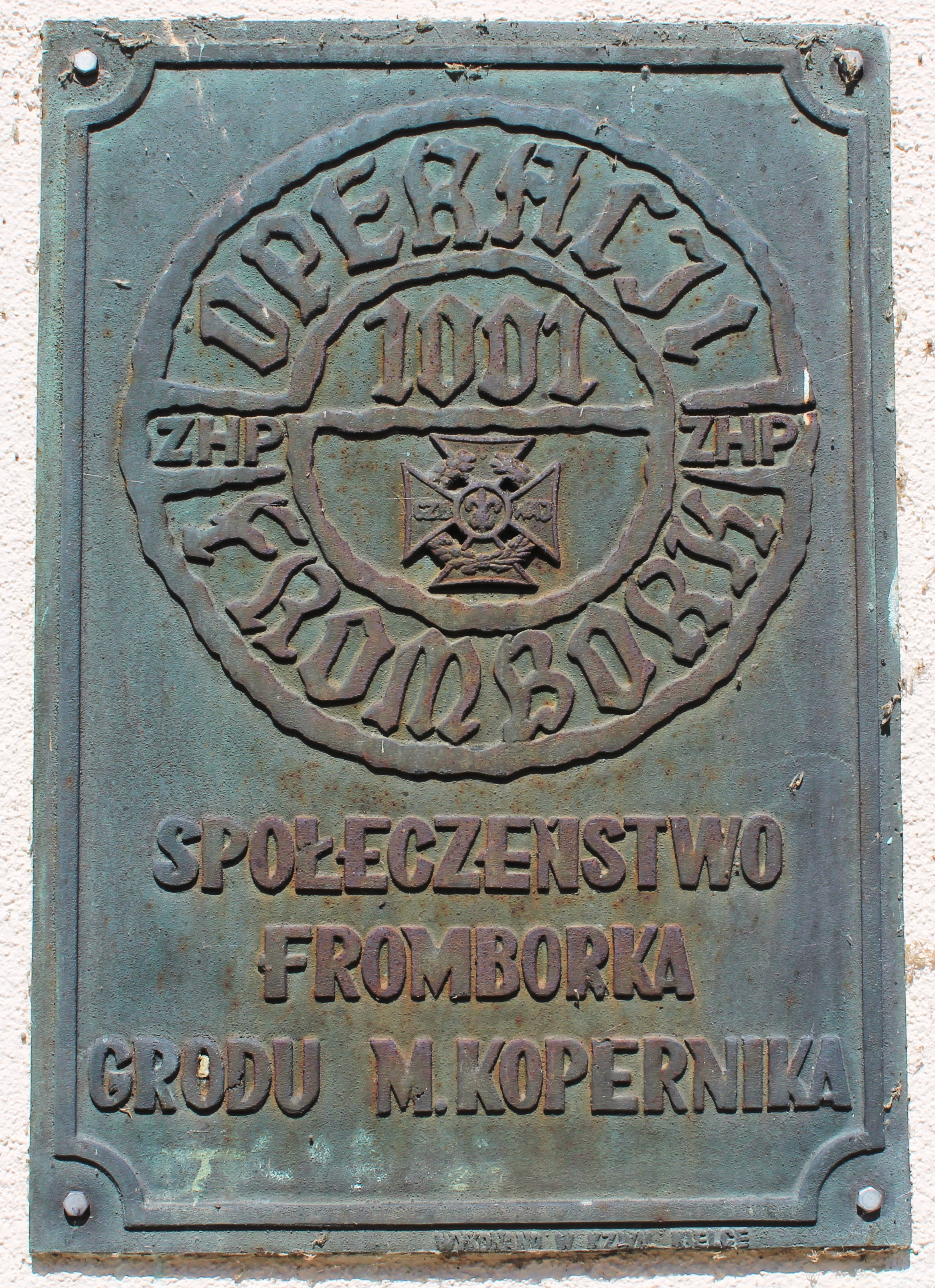
Tablica we Fromborku upamiętniająca Operację 1001-Frombork

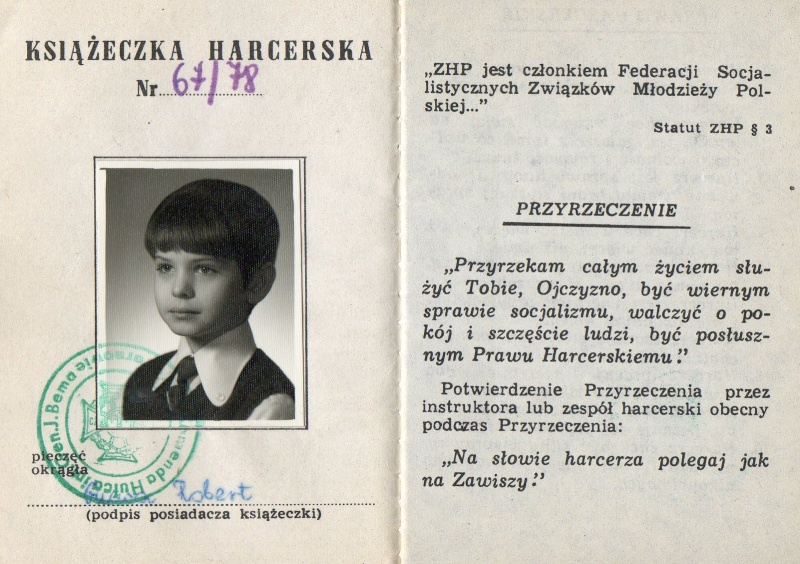
Książeczka harcerska wydana użytkownikowi w 1978 roku

## Kalendarium
- 1956 – Przekształcono (deklaratywnie) Organizację Harcerską Związku Młodzieży Polskiej w Organizację Harcerską Polski Ludowej.
- 4 grudnia 1956 – Reaktywowano Związek Harcerstwa Polskiego na terenie Krakowa. W dniu następnym odbyło się posiedzenie reaktywowanej komendy chorągwi, jednocześnie oficjalnie poinformowano Ministerstwo Oświaty o reaktywowaniu organizacji. Reaktywowanie zostało potwierdzone w rejestrze stowarzyszeń, zgodnie z którym ZHP nadal figurował jako stowarzyszenie istniejące, choć o zawieszonej działalności.
- 8-10 grudnia 1956 – Krajowa narada działaczy OHPL w Łodzi, która przekształciła się w Krajowy Zjazd Działaczy Harcerskich. Przybyły na nią dwie grupy instruktorów ZHP reprezentujących dawne Szare Szeregi i oddolne działania reaktywujące ZHP (Kraków, Warszawa, Poznań). O odrodzenie harcerstwa walczyła grupa instruktorów harcerskich (m.in. Aleksander Kamiński, Stanisław Broniewski, Jan Rossman, Marian Wierzbiański). Jednocześnie byli działacze OH (m.in. Jacek Kuroń) utworzyli ruch drużyn walterowskich. Mimo nadal obowiązującego Statutu ZHP z lat przedwojennych, oraz nadal aktualnych wpisów do rejestru stowarzyszeń wyższej użyteczności, naradę tę nazwano Zjazdem Łódzkim, a zawarty kompromis z władzami reżimowymi, nazwano uchwałami. Zawarty kompromis pozwolił reaktywowanemu 4 grudnia Związkowi Harcerstwa Polskiego na odrodzenie, wraz z tradycjami, mundurami i symbolami harcerskimi (krzyż, lilijka itd.). Pierwszym naczelnikiem została wybrana Zofia Zakrzewska. Jednak dopiero w 1959 rząd PRL, stosując przepisy przedwojennego prawa w zakresie stowarzyszeń wyższej użyteczności[1], zmienił wpisy w rejestrach, nadając nowy statut i uznając formalnie nowe władze.
- 1957 – Powstała Rozgłośnia Harcerska.
- 1958 – Powstał Nieprzetarty Szlak.
- 1958 – Powstało Wydawnictwo Harcerskie „Horyzonty”.
- 1958–1959 – Ze Związku Harcerstwa Polskiego odeszło wielu instruktorów szaroszeregowych. Aleksander Kamiński zrezygnował z funkcji Przewodniczącego Naczelnej Rady Harcerskiej ZHP i jednocześnie wezwał „Idźcie pracować do drużyn”. Dało to początek dwoistości wewnątrz ZHP – organizacji „aparatu partyjnego” i organizacji społecznych instruktorów pracujących zgodnie z prawdziwymi harcerskimi ideałami i nierzadko prześladowanych.
- 1960 – Związek Harcerstwa Polskiego zorganizował pierwszy Zlot Grunwaldzki, którego celem było uczczenie 550. rocznicy bitwy pod Grunwaldem.
- 1961 – W Chorągwi Katowickiej ZHP rozpoczęła się akcja „Zamonit” – na Jurze Krakowsko-Częstochowskiej.
- 1965 – Zainaugurowano coroczne Alerty Naczelnika ZHP – centralne akcje programowe, w trakcie których zadania były realizowane w tym samym czasie, przez wszystkie jednostki harcerskie.
- 1967–1973 – Realizacja przez Związek Harcerstwa Polskiego Operacji 1001-Frombork, związanej z odbudową Fromborka i uczczeniem 500. rocznicy urodzin Mikołaja Kopernika.
- 1968 – Związek Harcerstwa Polskiego otrzymał sztandar.
- 1973 – Związek Harcerstwa Polskiego został odznaczony Orderem Sztandaru Pracy I klasy[2].
- 1973 – Powstała Harcerska Służba Polsce Socjalistycznej, jako propozycja programu harcerstwa w szkołach średnich – obok harcerstwa starszego w ZHP opartego na specjalnościach i młodzieżowych kręgach instruktorskich. Drużyny HSPS używały bluz harcerskich specjalnego kroju, czerwonych krajek i beretów (w kolorze zależnym od specjalności). W wielu miastach drużyny starszoharcerskie nigdy nie włożyły tych mundurów, uciekając od HSPS w młodzieżowe kręgi instruktorskie i drużyny specjalnościowe. Najpopularniejszą stała się specjalność turystyczna, jako najbardziej „pojemna” metodycznie. Była to bierna i skuteczna forma protestu. Ucieczką przed HSPS były też liczne „eksperymenty metodyczne”, w ramach których stosowano tradycyjne metody pracy skautowej. Celowały w tym miejskie hufce w Krakowie, oraz szereg środowisk Warszawy, Gdańska, Łodzi, Wrocławia i innych miast, tworząc podstawy pod przyszłe przemiany prowadzące do ruchów odnowy ZHP (KIHAM).
- czerwiec 1973 – Powstała Federacja Socjalistycznych Związków Młodzieży Polskiej (FSZMP), do której weszły wszystkie istniejące wówczas organizacje młodzieżowe, w tym i Związek Harcerstwa Polskiego.
- 1974–1984 – Realizacja przez Związek Harcerstwa Polskiego Operacji Bieszczady 40, związanej z zagospodarowaniem Bieszczadów.
- 2–10 czerwca 1979 – I Pielgrzymka papieża Jana Pawła II do Polski. Wielu harcerzy i instruktorów uczestniczyło w Białej Służbie, indywidualnie lub w sposób częściowo zorganizowany, choć jeszcze bez mundurów. Jeden ze szczepów krakowskich – Biały Szczep im. St. Czarnieckiego – wobec sprzeciwu komendy chorągwi na służbę w mundurach, pełnił służbę w panterkach z naszytą wielką lilijką i znakiem szczepu.